# Кондиції
Кондиції (від лат. condicio «угода») — правовий акт, який іноді розглядається як документ конституційного змісту, запропонований до підписання імператриці Анні Іванівні при її вступі на престол членами Верховної таємної ради (так званими «верхівниками») у 1730 році.

## Суть документа
Кондиції було складено членами Верховної таємної ради у період з 18 (29) січня по 20 (31) січня 1730 року: відразу після смерті Петра II і до їх відправлення в столицю Курляндії Мітаву на подання Ганні Іванівні, яку незадовго перед тим «верхівники» обрали спадкоємицею російського престолу.
|  | Оскільки з волі всемогутнього Бога і за загальним бажанням російського народу ми після преставлення всепресвітлішого наймогутнішого Державнішого Великого государя Петра Другого, імператора і самодержця Всеросійського, нашого найлюб'язнішого Государя племінника, імператорський всеросійський престол сприйняли і, слідуючи Божественному закону, уряд свій у такий спосіб вести маю намір і бажаю, щоб він на початку на прославляння божественного імені і на благополуччя всієї нашої держави і всіх вірних наших підданих служити міг. - Того заради, через це найміцніше обіцяємося, що і найголовніше моє піклування і старання буде не тільки про утримання, а й про крайнє та всіляке поширення православної нашої віри грецького сповідання, а також, після прийняття корони російської, в шлюб протягом усього мого життя не вступати і спадкоємця, ні при собі, ні по собі нікого не визначати. Ще обіцяємося, що оскільки цілісність і благополуччя всякої держави від благих рад складається; того заради ми нині вже засновану Верховну таємну раду у восьми персонах завжди будемо утримувати і без оної Верховної таємної ради згоди: 1. Ні з ким війни не розпочинати. 2. Миру не укладати. 3. Вірних наших підданих ніякими новими податками не обтяжувати. 4. У знатні чини, як у статські, так і у військові, сухопутні й морські, вище за полковничий ранг не жалувати, нижче до знатних справ нікого не визначати, і гвардії та іншим полкам бути під віданням Верховної таємної ради... 5. У шляхетства живота і маєтку і честі без суду не відбирати. 6. Вотчини і села не жалувати. 7. У придворні чини, як росіян, так і іноземців, без ради Верховної Таємної ради не виробляти. 8. Державні доходи у витрату не вживати - і всіх вірних своїх поданих у невідмінній своїй милості утримувати. А. буде чого за цією обіцянкою не виконаю і не дотримаю, то позбавлена буду корони російської. |

Цікавою особливістю Кондицій є те, що документ так і залишився неопублікованим верховниками. Переважна більшість дворянства могла лише здогадуватися про його зміст — до того моменту, як кондиції були зачитані у зборах 2 (13) лютого 1730 року. І тільки з цього моменту в середовищі російського дворянства намітився очевидний розкол, який, зокрема, призвів до появи програм дворянської опозиції.
Кондиції, за свідченнями сучасників, були лише попереднім документом, вичавлюванням більш просторого радикального плану князя Голіцина, не затвердженого всередині Таємної Ради. Не прийшовши до внутрішньої угоди, «Верховики» не запропонували власного проєкту майбутнього державного устрою, але запропонували скласти їх самим дворянам, які з'їхалися до Москви для складання чергової Покладеної комісії та на весілля Петра II, що не відбулося.
З'явилося сім основних проєктів, причому жоден із них не передбачав збереження абсолютизму. Одні пропонували обмежити монарха владою парламенту чи державної ради за англійським, чи шведським зразком (до чого примикав проєкт самого Голіцина), інші — зробити імператора виборним, як у Польщі, дехто виступав за створення аристократичної республіки. Найпопулярніший проєкт, який підтримали 364 особи, іноді званий у публіцистиці проєктом Черкаського — Татищева, передбачав створення «Вишнього уряду» з 21 людини та запровадити виборність членів цього уряду, сенаторів, губернаторів та президентів колегій другою палатою зі 100 осіб. У цьому проєкті зовсім скасовувалась Верховна таємна рада, тому більшість самих «верхівників» виступили проти нього.
Дмитро Голіцин, основний автор Кондицій, не повідомляв прямо про те, що влада Верховної таємної ради тимчасова, в результаті багато високопосадовців, а також багато молодих нижчих офіцерів подумали, ніби Голіцин і Верховна Таємна рада хочуть узурпувати владу. Подібні тлумачення посилювалися абсолютистською агітацією Феофана Прокоповича.
Виступи почалися коли Ганна Іоанівна прибула до Москви. Тоді до неї почали прибувати дворянські делегації, які вимагали відміни Кондицій та повернення до абсолютизму.

## Розрив Кондицій Ганною Іоанівною
Згідно з офіційними джерелами, 25 лютого 1930 року у Кремлівському палаці зібралися імператриця Анна Іванівна, Верховна таємна рада і дворянська делегація (близько 800 осіб). Було зачитано прохання, у якому йшлося про те, що в Кондиціях «…наявні обставини, що змушують побоюватися надалі для народу подій неприємних, якими вороги вітчизни можуть скористатися». Одразу після цього прибула ще одна дворянська делегація. Вона також подала Анні Іванівні прохання, в якому вказувалося на готовність верховників внести поправки в Кондиції відповідно до бажань імператриці, що описувалося такими словами:
|  | Всемилостивійшая государиня, в деяких обставинах тих пунктів знаходяться сумніви такі, що більша частина народу перебуває в страху майбутнього занепокоєння, з якого тільки ворогом Вітчизни нашої користь бути може, і хоча ми, з розсудливим розглядом написавши на них нашу думку, з належною честю і смиренням Верховній таємній раді представили, просячи, щоб зволили для користі і спокою всієї держави за нею, яко за більшим числом голосів, безпечну правління державного форму заснувати, однак же, всемилостивейшая государиня, вони ще про те не розсудили, а від багатьох і думок підписаних не прийнято, а оголошено, що того без волі вашої імператорської величності вчинити неможливо. |

Після чого делегація направила імператриці Ганні прохання «дозволити зібратися всьому генералітету, офіцерам і шляхетству по одному або по два від прізвищ, розглянути і всі обставини дослідити, на думку за великими голосами, форму правління державного скласти», яку та прийняла.
Однак гвардійці стали загрожувати опозиціонерам смертю, і після цього було складено друге прохання, зачитане Антіохом Кантемиром : «…всепідданіше приносимо і всепокірно просимо наймилостивіше прийняти самодержавство таке, яке ваші славні і достохвальні предки мали, а надіслані величності рукою пункти знищити». Після цих слів офіцери закричали: «Не хочемо, щоб государні наказували закони; вона повинна бути такою самодержицею, як були всі колишні государі».
О четвертій годині пополудні статський радник Маслов приніс Анні Іоанівні Кондиції та вона публічно їх розірвала (надірвані імператрицею листи кондицій і понині зберігаються в Російському державному архіві давніх актів — Ф. 3. Оп. 1. Д. 2.1.2). Наступного дня він за дорученням імператриці написав присягу на умовах абсолютної монархії, яка була схвалена.
Майже всі опозиціонери після остаточного затвердження Анни Іоанівни на престолі були репресовані — тільки Голіцин був помилуваний, можливо тому, що від нього виходила ініціатива заклику Анни на престол (правда, в 1736 він був кинутий в Шліссельбурзьку фортецю за заступництво репресованого зятя).

## Оцінки
Спроба запровадження Росії олігархічної влади Верховної таємної ради розглядається деякими, як спроба запровадження конституційної монархії, хоча аргументи на користь цієї версії непереконливі. Катерина II підкреслювала, що «безрозсудний намір Долгоруких при сходження на престол імператриці Анни неминуче спричинив би ослаблення і, отже, і розпад держави; але, на щастя, намір це було зруйновано здоровим глуздом більшості».
Однак поширені й інші думки щодо цього. Так, Михайло Щербатов у своєму памфлеті «Про пошкодження вдач у Росії» розцінює спробу «верхівників» як «великий намір» і пише: «Якби самолюбство і честолюбство їх не затьмарило, тобто вчинити ґрунтовні закони державі і владу государеву сенатом або парламентом обмежити». Програма однієї з перших декабристських організацій, «Ордена російських лицарів» (1814), буквально повторювала пункти кондицій.